# Dolný Smokovec
Dolný Smokovec est une localité à 890 m d'altitude qui n'était constituée que d'un sanatorium de 1920 à 1970. Depuis 1970, on y a adjoint des appartements créé pour les besoins des championnats du monde de ski nordique 1970.